# Prowincja Ziro
Prowincja Ziro – jedna z 45 prowincji w Burkina Faso.
Ma powierzchnię ponad 5 tysięcy km². W 2006 roku mieszkało w niej ponad 175,5 tysiąca ludzi. W 1996 roku na jej terenach zamieszkiwało niespełna 120 tysięcy mieszkańców.